# ポリーナ・マトベーワ
ポリーナ・マトベーワ（ロシア語: Полина Валериевна Матвеева、ラテン文字転写: Polina Matveeva、2002年8月8日 - ）は、ロシアの女子バレーボール選手。ポジションはセッター。ロシア代表。

## 来歴

### クラブチーム
サマーラ出身。父がバスケットボール選手、母がバレーボール選手というスポーツ一家で生まれた。2017年、Dinamo-UORへ入団。2019年、ザレチエ・オジンツォボへ移籍し、4年間プレーした。2023/24シーズンはディナモ・カザンと契約した。

### 代表チーム
アンダーカテゴリーの代表として2017年、U-16欧州選手権で銀メダルを獲得。2018年、U-17欧州選手権で金メダルを獲得した。2019年、シニア代表に初選出され、同年5-6月のネーションズリーグでデビューした。2021年、東京2020オリンピック、欧州選手権にはセカンドセッターとして出場した。

## 球歴
- オリンピック - 2021年
- 欧州選手権 - 2021年
- ネーションズリーグ - 2019年、2021年

## 所属クラブ
- Dinamo-UOR（2017-2019年）
- ザレチエ・オジンツォボ（2019-2023年）
- ディナモ・カザン（2023年-）